# 오바마가

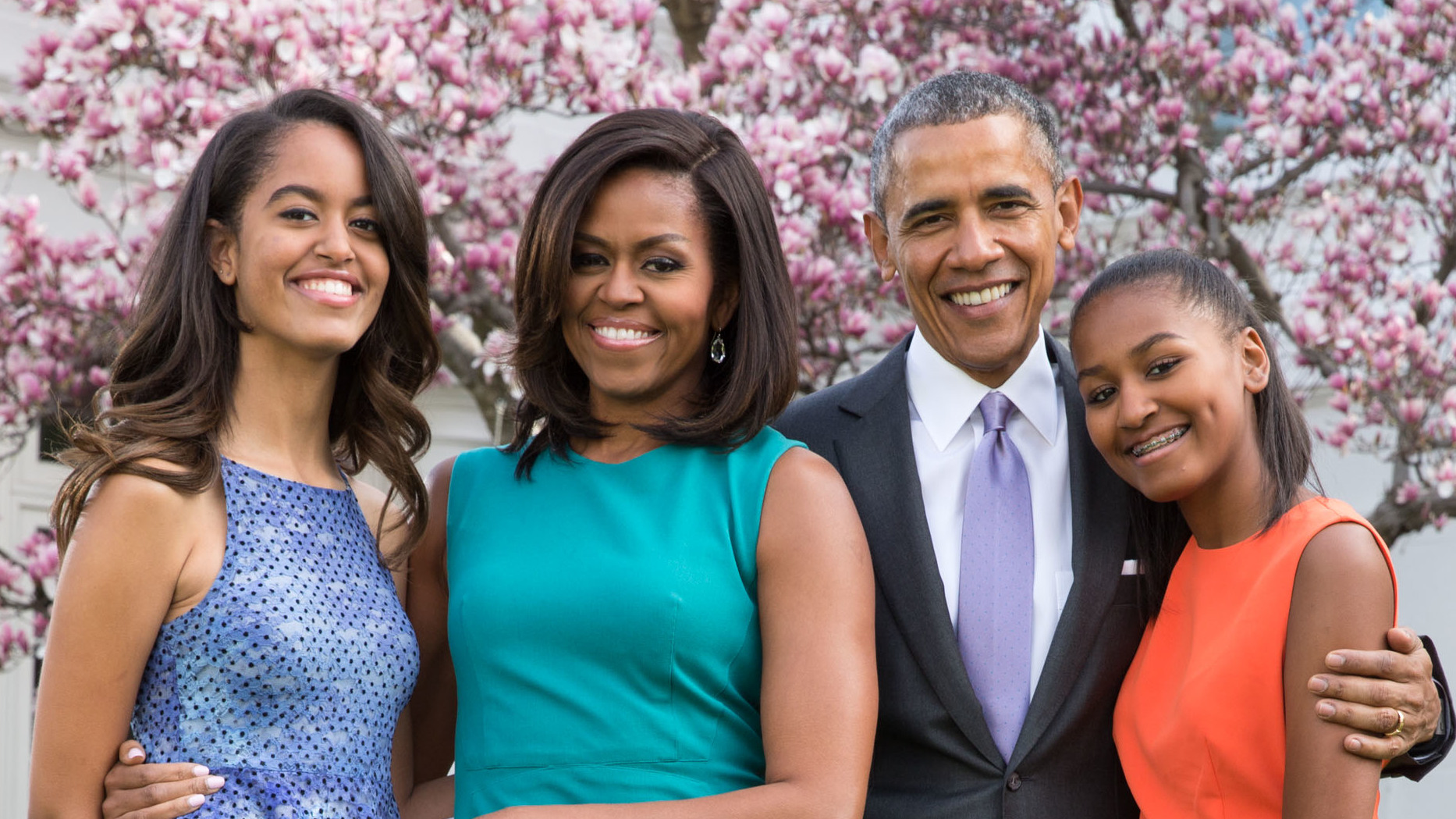
오바마가

오바마가(영어: Obama Family)는 미국 44대 대통령 버락 오바마로 이루어진 법률, 교육, 행동주의, 정치 등에서 활동하는 미국의 저명한 가족이다. 오바마의 직계 가족은 2009년부터 2017년까지 미국 최초의 가족이었으며, 아프리카계 미국인으로는 처음이다. 그의 직계 가족으로는 아내 미셸 오바마와 딸 말리아와 사샤가 있다.
오바마의 혈통은 케냐계(루오계), 아프리카계 미국인, 올드 스톡 아메리칸(영국계, 스코틀랜드계, 아일랜드계, 웨일스계, 독일계, 스위스계 등)으로 구성되어 있다.

## 같이 보기
- 바이든가